# Zeoliarus oppositus
Zeoliarus oppositus är en insektsart som först beskrevs av Walker 1851.  Zeoliarus oppositus ingår i släktet Zeoliarus och familjen kilstritar. Inga underarter finns listade i Catalogue of Life.